# Juegos incompletos
«Juegos incompletos» es una canción del grupo musical de Argentina Virus, incluida originalmente en su cuarto álbum de estudio titulado Relax de 1984. Fue escrita por Federico Moura. Otra versión de la canción fue incluida en el segundo álbum en vivo del grupo titulado Vivo 2 de 1997.

## Créditos
- Federico Moura: Voces y sintetizador.
- Julio Moura: Sintetizador.
- Marcelo Moura: Sintetizadores.
- Enrique Muggeti: Sintetizador.
- Mario Serra: Caja de ritmos